# Nils Olaf Chrisander
Nils Olaf Chrisander, né le 14 février 1884 à Stockholm en Suède et mort le 5 juin 1947 à Skurup, est un acteur et réalisateur suédois du début du XXe siècle. 

## Biographie
Selon ses propres déclarations, l'oncle de Chrisander était le compositeur du même nom, Nils Chrisander, et sa grand-tante, la chanteuse d'opéra Jenny Lind. Il affirme avoir fréquenté divers lycées à Stockholm, Vienne, Paris et Londres. Après avoir terminé ses études, il aurait commencé à étudier l'histoire de l'art et la philosophie au début du XXe siècle. Il s'essaye alors à la peinture. 
Les premières apparitions à l'écran de Chrisander en tant qu'acteur ont eu lieu dans des films muets allemands et suédois au milieu des années 1910. Son premier rôle au cinéma fut dans le film dramatique muet allemand Um ein Weib réalisé par Carl Schönfeld en 1915. En tant qu'acteur, Chrisander est peut-être mieux connu pour avoir joué le rôle de "Erik le fantôme" dans l'adaptation allemande de 1916, dirigée par Ernst Matray, Das Phantom der Oper, basée sur le roman de Gaston Leroux, Le Fantôme de l'Opéra face à l'actrice norvégienne Aud Egede-Nissen. La version de Ernst Matray est la première adaptation cinématographique du roman de Gaston Leroux publié en 1910.
En 1917, il apparaît aux côtés de la célèbre actrice polonaise Pola Negri dans son premier rôle dans une production allemande, Nicht lange täuschte mich das Glück du réalisateur Kurt Matull. 
En 1919, il coréalise le film muet allemand Alraune und der Golem avec l'acteur et réalisateur Paul Wegener. Après avoir joué des œuvres d'August Strindberg ont également été produites au théâtre Vasateatern. Au fil des ans, il a produit la plupart des farces et comédies classiques. 
Chrisander a commencé sa carrière en Allemagne en tant que réalisateur. Au total, il a réalisé trois films en Allemagne, avant de déménager aux États-Unis où il a réalisé deux films dramatiques : 1927 Fighting Love, avec Jetta Goudal, Victor Varconi et Henry B. Walthall pour la société cinématographique de Cecil B. DeMille, et que la même année, The Heart Thief, avec Joseph Schildkraut et Lya De Putti. 
Jusqu'en 1930, il vivait à Los Angeles en Californie. Il est revenu en Suède dans les années 1930. Il est mort en 1947 dans le village de Skurup, en Suède.